# Korsallergi
Allergi mot en allergenkälla, till exempel pollen från björk, är ofta kopplad till allergi mot en annan, till exempel äpple. Man kallar det korsreaktioner, när sådana samband beror på att patienten har IgE-antikroppar riktade mot gemensamma strukturer på allergenen. 
Korsreaktioner förekommer i stor utsträckning mellan botaniskt eller zoologiskt besläktade ämnen, till exempel mellan olika ärtväxter, fiskarter, skaldjur osv. Dessutom finns sådana reaktioner mellan allergen som inte förefaller vara särskilt mycket släkt med varandra, bl.a. mellan en del inhalationsallergen (framförallt pollen) och en del födoämnesallergen (framförallt frukter). Ett mycket stort antal sådana korsreaktioner har kartlagts. Många av dem saknar emellertid klinisk betydelse – de är påvisbara vid olika laboratorieexperiment men inte ”i verkligheten”. 
Här behandlas huvudsakligen kliniska aspekter på korsreaktioner mellan inhalations- och födoämnesallergen.

## Björkpollen
Upp mot 70 % av svenska björkpollenallergiker får överkänslighetssymtom av något födoämne. Sådan matallergi är vanligare ju svårare björkpollenallergin är och ju längre pollenallergin varat.
De födoämnen som ger besvär hos björkpollenallergiker är framförallt trädnötter, frukter tillhörande den botaniska familjen Roasaceae (äpple, plommon, persika, nektarin, mandel, körsbär, aprikos) samt morot, selleri och potatisskal. Dessutom har korsallergi påvisats mellan björkpollen och jordnöt (och andra ärtväxter), kiwi, jackfrukt, sharonfrukt (kakiplommon, persimon) och cikoria. 
Man finner vid testning tecken på allergi, men oftast utan klinisk relevans, för ett antal kryddor, såsom anis, curry (vilket är en kryddblandning, där bl.a. bockhornsklöver, gurkmeja och spiskummin ingår), kummin, kamomill, pepparmynta och paprika.
Överkänslighet för jordgubbar har ansetts vara utlöst via icke-allergiska mekanismer. Nyligen har dock visats att jordgubbar innehåller allergen, som korsreagerar med allergen i björkpollen och att vita jordgubbar har mindre av, eller saknar detta allergen. I enkätstudier har överkänslighet för jordgubbar emellertid aldrig kunnat relateras till björkpollenallergi.

## Gråbopollen
Gråbo, Artemisia vulgaris, är en ört, tillhörande familjen korgblommiga växter, Asteraceae, som ger allergiska besvär på hösten. Födoämnen eller kryddor som är kända för att ha samband med gråboallergi hör framförallt till flockblommiga växter, Apiaceae (selleri, persilja, koriander, morot, och brödkryddor som anis, fänkål och kummin) och Asteraceae (kamomill, solrosfrö) men även en del andra, som lök, vitlök och paprika, liksom senap, mango, pistaschmandel och honung. 
Bland gråboallergiker i Norden är födoämnesöverkänslighet för morot, solrosfrö, honung, selleri och persilja vanligast.

## Malörtsambrosia- Ragweed
Malörtsambrosia, Ambrosia artemisiifolia L., eller Common Ragweed som den heter inom sitt naturliga utbredningsområde, är en allergiframkallande ettårig ört. Den är släkt med gråbo (Artemisia vulgaris L.), vanlig i Nordamerika och numera även i Central- och Östeuropa.Malörtsambrosian har nu även dykt upp i skandinavien. Malörtsambrosie- och gråboallergi förekommer ofta samtidigt och gemensamma allergen har påvisats i dessa. Korsreaktioner förekommer mellan allergenen i malörtsambrosiepollen och allergenerna i banan, meloner, squash och gurka. I Sverige kan arten dyka upp bl.a. under fågelbord men har hittills aldrig rapporterats sätta frön och därmed inte kunnat etablera sig. Varma somrar händer det dock att den går i blom under augusti till oktober.

## Gräspollen
Testmässigt finner man samband mellan gräspollenallergi och födoämnen som vete och andra sädesslag, liksom tomat, jordnöt, ärta, soja, lök och melon. Emellertid är ”verklig allergi” mot dessa födoämnen mycket ovanlig bland gräspollenallergiker i Skandinavien. 

## Platanträdspollen
Platanträdet, Platanus acerifolia, (på engelska London Plane, Plane tree och Maple Leaf Sycamore) är ett vanligt stadsträd i bl.a. Syd- och Centraleuropa och dess pollen ger upphov till allergisk rinit. Samband har konstaterats mellan platanpollenallergi och allergi för hasselnöt, jordnöt, banan, selleri, persika, äpple, majs, kikärta och sallad.

## Olivträdspollen
Olivträd förekommer rikligt i Medelhavsregionen och allergi mot olivpollen är vanligt. Bland olivpollenallergiska patienter förekommer födoämnesallergi, framförallt mot persika, päron, melon, nötter och kiwi.

## Parietaria
Parietaria eller väggört (Parietaria judaica och Parietaria officinalis) är botaniskt besläktad med nässla. Pollen från parietaria är i Sydeuropa en viktig orsak till allergisk rinit. Allergi mot pistaschmandel är vanligt hos patienter med sådan allergi.
I Spanien har noterats flera fall av allergi mot mållor (Chenopodium) förenat med orala allergisymtom utlösta av olika frukter, framförallt melon, banan och persika.

## Plantago
Plantago är ett ogräs vars pollen orsakar allergier i delar av Europa. Korsreaktion har påvisats mellan allergen i plantagopollen (svartkämpar, Plantago lanceolata) och allergen i melon.

## Benjaminfikus
Benjaminfikusen (Ficus benjamina) förekommer som inomhusväxt, inte minst i offentliga miljöer, som restauranger och köpcentra. Allergiska luftvägsreaktioner har beskrivits hos personal som handskas med Benjaminfikus. Flera fall av allergi mot fikon, Ficus carica (hör till växtsläktet fikusar, familjen mullbärsväxter, Moraceae), har beskrivits hos patienter som varit sensibiliserade för Benjaminfikus. 

## Latex- naturgummi
Överkänslighet mot naturgummi (latex, Hevea brasiliensis ) ökade under 1900-talets sista decennier, inte minst bland sjukvårdspersonal. Korsreaktioner, ofta utan klinisk relevans, har påvisats mellan latex och ett stort antal frukter, som banan, avokado, kiwi, kastanj, nektarin, körsbär, plommon, jordgubbe och tomat och även med skaldjur.

## Animala inhalationsallergen
Korsreaktioner mellan animala inhalationsallergen (pälsdjur, insekter, kvalster) och födoämnen förekommer men är av betydligt mindre klinisk betydelse än de, som förekommer vid pollen- och latexallergi.

### Kvalster,insekterochskaldjur
Patienter med allergi för kvalster eller insekter, som kackerlackor, myggor och mygglarver (bl.a. chironomider, röda mygglarver, som används som föda för akvariefiskar), är oftare än andra överkänsliga för skaldjur (kräftdjur, musslor, ostron och sniglar). 
Tropomyosin har visats vara ett panallergen, som förklarar korsreaktioner bland artropoder (leddjur).

### Pälsdjur,fästingar,mjölk,köttochfläsk
En relation mellan allergi för katt och fläsk har tidigare beskrivits, likaså mellan nötköttallergi och mjölkallergi.

### Fågelfjädrar ochägg
Vid allergi mot hönsfjäder förekommer samtidig allergi för ägg och kycklingkött. Framförallt tycks allergen i äggulan ha betydelse.
Symtom
Vid födoämnesöverkänslighet som orsakas av korsreaktioner, är lokala symtom från munhåla och svalg vanligast och beteckningen Det orala allergisyndromet (OAS) används ibland synonymt med Pollen-mat-syndromet. Symtomen kan dock bli allvarligare och sprida sig till flera organ och i värsta fall kan anafylaktisk chock uppstå. Selleriallergi hos gråboallergiker ger ofta allvarliga symtom. I stort sett är dock symtomen vid korsallergier lindrigare än vid primär allergi för ett födoämne. 
Försämring av eksem liksom reaktioner från tarmen tycks också kunna orsakas via korsreaktioner.

## Utredning
För diagnostik av födoämnesöverkänslighet orsakad av korsallergi är sjukhistorian (anamnesen) viktigast. Man bör undvika att göra några tester. Om man utför hudtester eller IgE-tester är det stor risk, att man får falskt positiva resultat, dvs. testen säger att patienten är allergisk för ett födoämne som hon i verkligheten tål. Feltolkning av sådana testresultat kan leda till att patienten rekommenderas avstå från födoämnen, som hon inte alls behöver avstå från. 

## Behandling

### Immunterapi(”vaccination”)
Konventionell immunterapi (hyposensibilisering) med födoämnesallergen är f.n. inte aktuellt. Sublingual immunterapi (allergenet droppas under tungan) med hasselnöt har haft viss framgång. Behandling med anti-IgE antikroppar, en mycket dyr behandlingsmetod, kan tänkas bli ett alternativ i svåra fall.
Hyposensibilisering med björkpollenallergen hos rinitpatienter ger i många fall förbättring av den pollenrelaterade födoämnesöverkänsligheten.

### Elimination och rådgivning
Vid all födoämnesallergi är eliminering av aktuella födoämnen ofta den enda möjliga behandlingen. Eftersom falskt positiva testreaktioner är mycket vanliga, är det viktigt att läkaren eller dietisten aldrig baserar eliminationsråd på utfallet av tester. Resultatet kan annars bli, att patienten resten av livet avstår från födoämnen, som hon i verkligheten tål.
Det finns en del råd att ge. De vegetabiliska födoämnesallergen som korsreagerar med björk påverkas i regel av värme, de är värmelabila, dvs. de förändras vid uppvärmning. Det innebär att de flesta patienter tål kokta eller på annat sätt upphettade frukt och grönsaker. Ofta tål äppleallergikern till exempel äpplekaka eller äpple som legat någon minut i mikrovågsugn. Frukternas skal är mera allergena än fruktköttet. Man tolererar därför bättre ett äpple som man skalat och klyftat och låtit ligga i rumstemperatur en stund.
Det finns pollenrelaterade vegetabilier, vars allergenicitet inte försvinner vid upphettning. En del hasselnötsallergiker får besvär av rostade hasselnötter. Gråboallergiska personer med selleriallergi, kan få besvär även av kokt selleri, till skillnad från patienter med björkpollen-associerad selleriallergi.
Dessutom tycks björkpollenallergiker, som slipper OAS av värmebehandlade frukter ändå kunna få försämring av eksem av sådana.
Olika äpplesorter har olika benägenhet att utlösa allergiska symtom. Sålunda tolereras till exempel äpplesorten Gloster bättre än Golden delicious. En äpplesort, kallad Algott, framtagen av Institutet för växtvetenskap, SLU/Balsgård, med mycket låg halt av det korsreagerande äppleallergenet har väckt förhoppning om ett ”allergenfritt äpple”. 

### Man tål en del frukter
En del björkpollenallergiker, som upplevt att de utvecklat allergi för den ena frukten efter den andra, säger bekymrat ”Jag är allergisk mot alla frukter”. Det är de i regel inte. Oftast tål de till exempel meloner, ananas, vindruvor, banan och citrusfrukter. Det finns även en hel del andra exotiska frukter som de tål eller inte prövat. Dessutom är de i regel inte allergiska mot hallon, vinbär, krusbär, blåbär och lingon.